# Franck Madou
Franck Oliver Madou (ur. 15 września 1987 w Marcory) – piłkarz z Wybrzeża Kości Słoniowej, grający na pozycji napastnika. Posiada również obywatelstwo francuskie.

## Kariera piłkarska

### Kariera klubowa
Wychowanek klubów AS Evry, C.S. Brétigny i FC Martigues. W 2005 został zauważony przez francuskich skautów i zaproszony do Toulouse FC. Występował w drugiej drużynie. W styczniu 2006 podpisał swój pierwszy profesjonalny kontrakt z szwajcarskim BSC Young Boys. Za dwa lata rozegrał tylko 10 gier, po czym został wypożyczony do klubów Grasshopper Club i FC Biel-Bienne. W lipcu 2009 przeszedł do Lausanne Sports, a po zakończeniu sezonu przeniósł się do Cypru, gdzie zasilił skład drużyny APOP Kinyras Peyias. Na początku 2011 przeszedł do ukraińskiej Zorii Ługańsk. W kwietniu 2012 otrzymał status wolnego agenta.

### Kariera reprezentacyjna
W latach 2006–2007 rozegrał 4 gry w młodzieżowej reprezentacji Wybrzeża Kości Słoniowej.

## Sukcesy i odznaczenia

### Sukcesy klubowe
- wicemistrz Szwajcarii: 2008
- finalista Pucharu Szwajcarii: 2010